# Epsilon Piscis Austrini
Epsilon Piscis Austrini (ε Piscis Austrini, förkortat Epsilon PsA, ε PsA) som är stjärnans Bayerbeteckning, är en ensam stjärna  belägen i den nordöstra delen av stjärnbilden Södra fisken. Den har en skenbar magnitud på 4,2 och är synlig för blotta ögat där ljusföroreningar ej förekommer. Baserat på parallaxmätning inom Hipparcosuppdraget på ca 21,2 mas, beräknas den befinna sig på ett avstånd på ca 490 ljusår (ca 150 parsek) från solen. 

## Egenskaper
Epsilon Piscis Austrini är en blå till vit stjärna i huvudserien av spektralklass B8 V. Den har massa som är ca 4,1 gånger större än solens massa, en radie som är ca 3,2 gånger större än solens och utsänder från dess fotosfär ca 660gånger mera energi än solen vid en effektiv temperatur av ca 11 000 K. 
Epsilon Piscis Austrini är en Be-stjärna som roterar snabbt med en projicerad rotationshastighet på 216 km/s, jämfört med en ekvatoriell kritisk hastighet på 301 km/s.